# Гонсалес-Фёрстер, Доминик
Доминик Гонзалес-Фёрстер (фр. Dominique Gonzalez-Foerster; род. 30 июня 1965, Страсбург, Франция) — французская художница, известная своими монументальными инсталляциями, видео-артом и фотографиями.
Среди крупнейших проектов художницы значатся работы в Мадридском Хрустальном дворце, несколько инсталляций в Tate Modern, участие в проектах галереи Серпентайн Ханс-Ульриха Обриста и в европейской биеннале современного искусства Манифеста 10 в Санкт-Петербурге. Доминик является обладательницей премии Марселя Дюшана (2002). Сегодня художница живёт и работает в Париже и в Рио-де-Жанейро.

## Биография
Доминик Гонзалес-Фёрстер родилась в Страсбурге 30 июня 1965. В возрасте 17 лет будущая художница работала в музейным сторожем в Гренобле, параллельно учась в национальном центре современного искусства в Гренобле. Затем Доминик изучала искусство в Институте пластических искусств Париже, а в 1996 году была участницей арт-резиденции в Киото, Япония.
В своих работах художница обращается как к прошлому, так и к будущему, к их взаимодействию в общих представлениях людей разных эпох. Именно поэтому ретроспективная выставка Доминик, организованная Центром Помпиду в 2015 году, имела название «Dominique Gonzalez-Foerster. 1887—2058» и обращалась к наиболее крупным проектам художницы.

## TH.2058 в Тейт Модерн
В 2008 году Доминик Гонзалес-Фёрстер воплотила в жизнь проект «Убежище» в Турбинном зале Тейт Модерн, известном своими экспериментами в области современного искусства.
Художница изобразила убежище от постапокалиптического дождя, заставившего скульптуры Луиз Буржуа, Класа Олденбурга, Маурицио Каттелана и других известных художников XX века мутировать и увеличиться в 25 раз. Доминик использовала образы бомбоубежищ времён Второй мировой войны и перенесла их в реалии 2058 года. Зрители могли ощутить себя мигрантами в огромном пространстве Тейт Модерн, для чего им было предложено расположиться на двухъярусных железных койках, где можно было почитать антиутопии Герберта Уэллса и Джеймса Балларда, а также посмотреть эпизоды из фильмов Полански и Тарковского.

## Splendid Hotel
Проект 2014 года в Хрустальном дворце (Palacio de Cristal) в Мадриде также рассматривается в поле искусства взаимодействия, к которому часто обращается Доминик Гонзалес-Фёрстер. Художница отправляет зрителей в литературное путешествие во времени и пространстве, где перемешивается реальное и воображаемое.
Пытаясь создать мир грёз с помощью трудов Достоевского, Рисаля, Уэллса и других, Доминик воссоздала атмосферу отеля XIX в., в котором она останавливалась с родителями в детстве. В пространстве великолепного дворца зрители могли взять томик классической литературы и присесть в кресло-качалку, уходя от реальности в мир книги.